# Новомиколаївка (Куп'янський район)
Новомикола́ївка (з 1795 по 1895 — Чернещина) — село в Україні, у Шевченківській селищній громаді Куп’янського району Харківської області. У 1913 році проживали 4510 мешканців, а в 1959 році 1560 чоловік. На даний час фактично проживає 439 чоловік. До 2020 орган місцевого самоврядування — Новомиколаївська сільська рада.
Село постраждало внаслідок геноциду українського народу, проведеного урядом СРСР 1932—1933 та 1946—1947 рр.

## Географія
Село Новомиколаївка знаходиться на річці Русочка (в основному на лівому березі) і на лівому березі річки Гусинка. Вище за течією річки Гусинка на відстані 4,5 км розташоване село Єгорівка, нижче за течією на відстані 2,5 км розташоване село Іванівка. Біля села розташоване Новомиколаївське водосховище.

## Історія
Засноване в 1795 році як село Чернещина. В 1895 році змінило назву на Новомиколаївка.
7 (20) листопада 1917 року, відповідно до.Третього Універсалу Української Центральної Ради, увійшло до складу Української Народної Республіки.
З 1920 — стабільний комуністичний режим. Селяни — колишні громадяни УНР — були вороже налаштовані до більшовиків. Тому чинили опір окупаційній владі. Та вдалася до кари голодом. Василь Денисович Збицький (1917 р.н.) свідчить про поширені крадіжки дітей під час Голодомору, зокрема через систему дитячих концтаборів, які слугували своєрідними фермами людського м'яса:
| У двоюрідної сестри Ганни Матвіївни та її чоловіка Леонтія Тихоновича Лебедя було четверо дітей. Під час голоду вони змушені були віддати їх до Куп’янського дитбудинку. Коли ж голодні дні минули, кинулися шукати своїх дітлахів, але не змогли цього зробити. Леонтій Тихонович довго добивався правди, у результаті “заробив” 10 років сталінських таборів за “клевету на Советскую власть”... |
Корінний мешканець села Василь Тарасович Гожа (1910 р.н.) додає:
| В 1929 році батько Тарас Йосипович відмовився вступити до колгоспу, побажавши залишитись одноосібником. Але сім’ю обклали величезним податком і згодом все майно перейшло у власність колгоспу: корова, свині, гарба, навіть скрині з одягом. Сім’ю вигнали з будинку, у якому розмістили колгоспний курятник... |
1991 українська влада у селі поновлена.
12 червня 2020 року, відповідно до Розпорядження Кабінету Міністрів України № 725-р «Про визначення адміністративних центрів та затвердження територій територіальних громад Харківської області», увійшло до складу Шевченківської селищної територіальної громади.
19 липня 2020 року, в результаті адміністративно-територіальної реформи та ліквідації Шевченківського району, село увійшло до складу новоутвореного Куп'янського району Харківської області.

## Населення
Згідно з переписом УРСР 1989 року чисельність наявного населення села становила 932 особи, з яких 423 чоловіки та 509 жінок.
За переписом населення України 2001 року в селі мешкало 868 осіб.

### Мова
Розподіл населення за рідною мовою за даними перепису 2001 року:
| Мова       | Відсоток |
| ---------- | -------- |
| українська | 92,74 %  |
| російська  | 6,24 %   |
| білоруська | 0,11 %   |
| інші       | 0,91 %   |

## Об'єкти соціальної сфери
- Дитячий садок.
- Школа.
- Клуб.
- Будинок культури.
- Фельдшерсько-акушерський пункт.
- Лікарня.

## Відомі люди
- Боженко Олександр Гаврилович (15.09.1915 — 28.03.1972) — уродженець села, учасник Другої світової війни, танкіст, старшина, за мужність нагороджений званням Герой Радянського Союзу з врученням ордена Леніна та медалі Золота Зірка (10.01.1944). Серед інших нагород: орден Вітчизняної Війни ІІ ст. (04.12.1942), два ордена Червоної Зірки (27.11.1942, 03.08.1943), кілька медалей. Закінчив війну у званні молодшого лейтенанта. Після війни спочатку працював трактористом в Казахстані на цілині, з 1960-х керував млином в Азербайджані, де трагічно загинув.
- Штонда Григорій Єгорович (06.08.1901 — 14.02.1960) — уродженець села, учасник Другої світової війни, кулеметник 175-го гвардійського стрілецького полку, удостоєний за мужність звання Герой Радянського Союзу з врученням ордена Леніна та медалі Золота Зірка (20.12.1943). Після війни повернувся в рідне село, працював у колгоспі.